# Nadija Litwintschewa
Nadija Oleksandriwna Litwintschewa (* 31. Januar 1956 in Orechowo-Sujewo; † 9. Januar 2010 in Dnipropetrowsk; ukrainisch Надія Олександрівна Літвінчева, russisch Надежда Александровна Литвинчева, englische Transkription Nadezhda Litvincheva) war eine ukrainische Badmintonspielerin. 

## Karriere
Nadija Litwintschewa wurde 1977 erstmals nationale Meisterin in Sowjetunion. Elf weitere Titelgewinne folgten für die für Dnepropetrowsk startende Athletin bis 1982. 1980 sorgte sie für den ersten großen internationalen Erfolg des sowjetischen Badmintonsports, als sie sich bei der Badminton-Europameisterschaft 1980 gemeinsam mit Alla Prodan Bronze im Damendoppel erkämpfen konnte. 1982 gewannen beide zusammen die Austrian International.